# Sphaerolobium validum
Sphaerolobium validum är en ärtväxtart som beskrevs av Roger William Butcher. Sphaerolobium validum ingår i släktet Sphaerolobium och familjen ärtväxter. Inga underarter finns listade i Catalogue of Life.